# Copa del Generalíssim de futbol 1971-72
La Copa del Generalíssim de futbol 1971-72 va ser la 68ena edició de la Copa d'Espanya.

## Primera Ronda
Disputada el 24 d'octubre i el 7 de novembre.

## Segona Ronda
Disputada l'1 i el 22 de desembre.

## Tercera Ronda
19 de gener i 2 de febrer. Exempts: Cadis CF i UE Sant Andreu.
| Equip 1            | Global  | Equip 2            | Anada | Tornada |
| ------------------ | ------- | ------------------ | ----- | ------- |
| CE Alcoià          | 3-4     | CE Castelló        | 1-0   | 2-4     |
| Real Avilés        | 0-4     | Pontevedra CF      | 0-0   | 0-4     |
| CF Calella         | 1-4     | CD Logroñés        | 0-1   | 1-3     |
| CD Cartagena       | 2-1     | CD Mestalla        | 2-1   | 0-0     |
| SD Eibar           | 2-3     | UP Langreo         | 1-1   | 1-2     |
| CD Getafe          | 2-3     | Xerez CD           | 1-0   | 1-3     |
| Hèrcules CF        | 4-1     | Calvo Sotelo CF    | 4-0   | 0-1     |
| SD Ibiza           | 5-8     | Reial Valladolid   | 3-3   | 2-5     |
| Cultural Leonesa   | (c) 3-3 | CD Orense          | 1-0   | 2-3     |
| Atlético Malagueño | 2-6     | Rayo Vallecano     | 1-1   | 1-5     |
| RCD Mallorca       | 3-2     | CE Europa          | 1-1   | 2-1     |
| Real Oviedo        | 6-4     | SD Huesca          | 4-0   | 2-4     |
| Real Santander     | 0-1     | Palencia CF        | 0-0   | 0-1     |
| Sestao SC          | 4-2     | Racing Ferrol      | 2-0   | 2-2     |
| Terrassa FC        | 0-1     | Reial Saragossa    | 0-0   | 0-1     |
| CD Tenerife        | 5-4     | Atlético Madrileño | 5-2   | 0-2     |
| Triana Balompié    | 1-2     | Elx CF             | 0-1   | 1-1     |
| Vila-real CF       | 2-1     | Deportivo Aragón   | 1-0   | 1-1     |

## Quarta Ronda
16 de febrer i 1 de març.
| Equip 1         | Global  | Equip 2             | Anada | Tornada |
| --------------- | ------- | ------------------- | ----- | ------- |
| Reial Betis     | 0-2     | Hèrcules CF         | 0-0   | 0-2     |
| CD Cartagena    | 1-0     | Xerez CD            | 1-0   | 0-0     |
| CE Castelló     | [ 4 ]   | UP Langreo          |       |         |
| Córdoba CF      | 0-2     | Reial Valladolid    | 0-0   | 0-2     |
| Elx CF          | 1-2     | Burgos CF           | 1-1   | 0-1     |
| Granada CF      | 6-4     | CD Tenerife         | 4-0   | 2-4     |
| CD Logroñés     | 2-1     | Deportivo La Coruña | 1-0   | 1-1     |
| RCD Mallorca    | 0-3     | Cultural Leonesa    | 0-2   | 0-1     |
| Real Oviedo     | 0-2     | RCD Espanyol        | 0-1   | 0-1     |
| Palencia CF     | (c) 2-2 | Cadis CF            | 1-0   | 1-2     |
| Pontevedra CF   | 2-1     | CE Sabadell         | 0-1   | 2-0     |
| Rayo Vallecano  | 1-5     | Sporting de Gijón   | 1-0   | 0-5     |
| UE Sant Andreu  | 4-3     | Vila-real CF        | 2-1   | 2-2     |
| Sestao SC       | 4-6     | UD Las Palmas       | 2-0   | 2-6     |
| Reial Saragossa | 1-2     | CD Málaga           | 1-1   | 0-1     |

## Cinquena Ronda
29 de març i 28 de maig. Exempts: UD Las Palmas
| Equip 1           | Global  | Equip 2          | Anada | Tornada |
| ----------------- | ------- | ---------------- | ----- | ------- |
| Burgos CF         | 0-7     | RCD Espanyol     | 0-2   | 0-5     |
| CD Cartagena      | (c) 5-5 | Cultural Leonesa | 3-1   | 2-4     |
| Granada CF        | 5-1     | Palencia CF      | 4-0   | 1-1     |
| Hèrcules CF       | 1-2     | CE Castelló      | 1-0   | 0-2     |
| UE Sant Andreu    | 2-1     | CD Logroñés      | 2-1   | 0-0     |
| Sporting de Gijón | 5-3     | CD Málaga        | 3-0   | 2-3     |
| Reial Valladolid  | 3-3 (c) | Pontevedra CF    | 3-1   | 0-2     |

## Vuitens de final
3 i 10 de juny.
| Equip 1                 | Global | Equip 2         | Anada | Tornada |
| ----------------------- | ------ | --------------- | ----- | ------- |
| Athletic Club           | 6-2    | CD Cartagena    | 5-2   | 1-0     |
| Club Atlético de Madrid | 1-0    | UD Las Palmas   | 1-0   | 0-0     |
| CE Castelló             | 1-2    | FC Barcelona    | 0-0   | 1-2     |
| Celta de Vigo           | 3-1    | Pontevedra CF   | 3-1   | 0-0     |
| RCD Espanyol            | 6-4    | Sevilla CF      | 3-1   | 3-3     |
| Granada CF              | 2-3    | València CF     | 0-1   | 2-2     |
| UE Sant Andreu          | 2-6    | Reial Madrid CF | 1-1   | 1-5     |
| Real Sporting de Gijón  | 1-3    | Reial Societat  | 0-0   | 1-3     |

## Quarts de final
17 i 24 de juny.
| Equip 1         | Global | Equip 2                 | Anada | Tornada |
| --------------- | ------ | ----------------------- | ----- | ------- |
| FC Barcelona    | 0-3    | Club Atlético de Madrid | 0-2   | 0-1     |
| Reial Madrid CF | 4-3    | RCD Espanyol            | 3-0   | 1-3     |
| Reial Societat  | 1-3    | Athletic Club           | 1-1   | 0-2     |
| València CF     | 2-0    | Celta de Vigo           | 1-0   | 1-0     |

## Semifinals
29 de juny i el 2 de juliol.
| Equip 1                 | Global | Equip 2         | Anada | Tornada |
| ----------------------- | ------ | --------------- | ----- | ------- |
| Club Atlético de Madrid | 5-4    | Athletic Club   | 4-1   | 1-3     |
| València CF             | 1-0    | Reial Madrid CF | 1-0   | 0-0     |

## Final
| Club Atlético de Madrid  | 2 - 1 | València CF |
| ------------------------ | ----- | ----------- |
| Salcedo 31' · Gárate 62' |       | Valdez 36'  |

## Campió
| Campions de la Copa d'Espanya 1972   |
| ------------------------------------ |
| · Club Atlético de Madrid · 4t títol |